# Richard Jézierski
Pour les articles homonymes, voir Jezierski.
Richard Jézierski est un footballeur né le 19 avril 1971 à Reims (Marne).
Formé à Reims, il évolue au poste de défenseur (arrière central ou latéral gauche) à Troyes, Sedan et à Clermont-ferrand.
Il était en poste dans son ancien club, l'ES Troyes AC, au côté du président Daniel Masoni en tant que manager général et ce jusqu'en avril 2011.
En juillet 2011, il devient consultant sur les matchs de Ligue 2 sur la chaîne de la Ligue Nationale de Football, CFoot.
Richard Jezierski a été élu vice-président de l'UNFP le 8 octobre 2016 et a coordonné l'aspect politique du football au sein du syndicat.
Une fois par mois, il organise une réunion intitulée Carrefour Politique. Il se déroule généralement tous les premiers lundi du mois. Il transmet des informations nationales et internationales à l'ensemble de la direction. Cela fait également partie de la Haute Autorité française du football.
Richard Jezierski travaille habituellement de 9 h à 20 h au siège de l'UNFP. Il ne voyage pas trop sauf une fois par an pour visiter les 14 joueurs de l'APNU (14 ans) et anime le Comité directeur.
Richard Jezierski travaille seul et travaille en groupe
Il a eu un baccalauréat E et ensuite il a préparé une école d'ingénieurs, il a suivi un cours physique pendant sa carrière professionnelle dans le cadre du CDD au stade de Reims à 18 ans.
Au cours de sa carrière, il est retourné à l'université et a obtenu un diplôme en gestion d'organisations sportives à l'Université de Lyon, un Master 2 de gestion sportive professionnelle à l'Université de Rouen, diplôme en droit du sport à la Sorbonne à Paris. Il a passé quatre ans en tant que délégué régional au Pnn et ensuite pendant deux ans directeur général à l'Estac de Troyes. Il est ensuite retourné à l'UNFP.

## Carrière de joueur
- 1989-1992 : Stade de Reims (26 matchs en D2)
- 1991-1992 : Toulouse FC
- 1992-1993 : US Créteil-Lusitanos
- 1993-1994 : Le Mans UC (en D2)
- 1995-1997 : A Troyes AC (40 matchs en D2)
- 1997-1998 : FC Mulhouse (40 matchs et 2 buts en D2)
- 1998-2000 : A Troyes AC (34 matchs et 1 but en D2, 30 matchs et 1 but en D1)
- 2000-2001 : ES Troyes AC (33 matchs en D1)
- 2001-2003 : CS Sedan-Ardennes (55 matchs et 2 buts en D1)
- 2003-2006 : Clermont Foot (57 matchs en D2)[1]

## Palmarès
- Vice-champion de France National en 1996 avec A Troyes AC